# 秋津村 (新潟県西蒲原郡)
秋津村（あきつむら）は、かつて新潟県西蒲原郡にあった村。1906年4月1日の新設合併によって消滅し、現在は新潟市南区の一部となっている。
以下の記述は合併直前当時の旧秋津村に関しての記述であり、現在では名称等が異なる場合がある。なお、ここに記述されていない内容に関しては新潟市などの記事を参照。

## 概要
1889年（明治22年）から1906年（明治39年）まで存在したむ村。村役場は月潟に設置された。

## 沿革
- 1889年（明治22年）4月1日 - 町村制施行に伴い西蒲原郡月潟村、西萱場村、大別当村が合併し、秋津村が発足。
- 1906年（明治39年）4月1日 - 西蒲原郡曲通村、中合村と合併し、月潟村となり消滅。

## 地域
秋津村は、合併した村名を継承する以下の大字で構成される。
月潟（つきがた）
1889年（明治22年）まであった月潟村の区域。現在の新潟市南区月潟。
西萱場（にしかやば）
1889年（明治22年）まであった西萓場村の区域。現在の新潟市南区西萓場。
大別當（おおべつとう）
1889年（明治22年）まであった大別当村の区域。現在の新潟市南区大別當。